# جوديث غوغ
جوديث غوغ (بالإنجليزية: Judith Gough)‏ هي دبلوماسية بريطانية، ولدت في 8 نوفمبر 1972.